# Amphiesma miyajimae
Amphiesma miyajimae este o specie de șerpi din genul Amphiesma, familia Colubridae, descrisă de Maki 1931. A fost clasificată de IUCN ca specie vulnerabilă.
Este endemică în Taiwan. Conform Catalogue of Life specia Amphiesma miyajimae nu are subspecii cunoscute.